# Fridély László
Fridély László (Miskolc, 1953. augusztus 6. –) magyar közgazdász, rádiószerkesztő.

## Életpálya

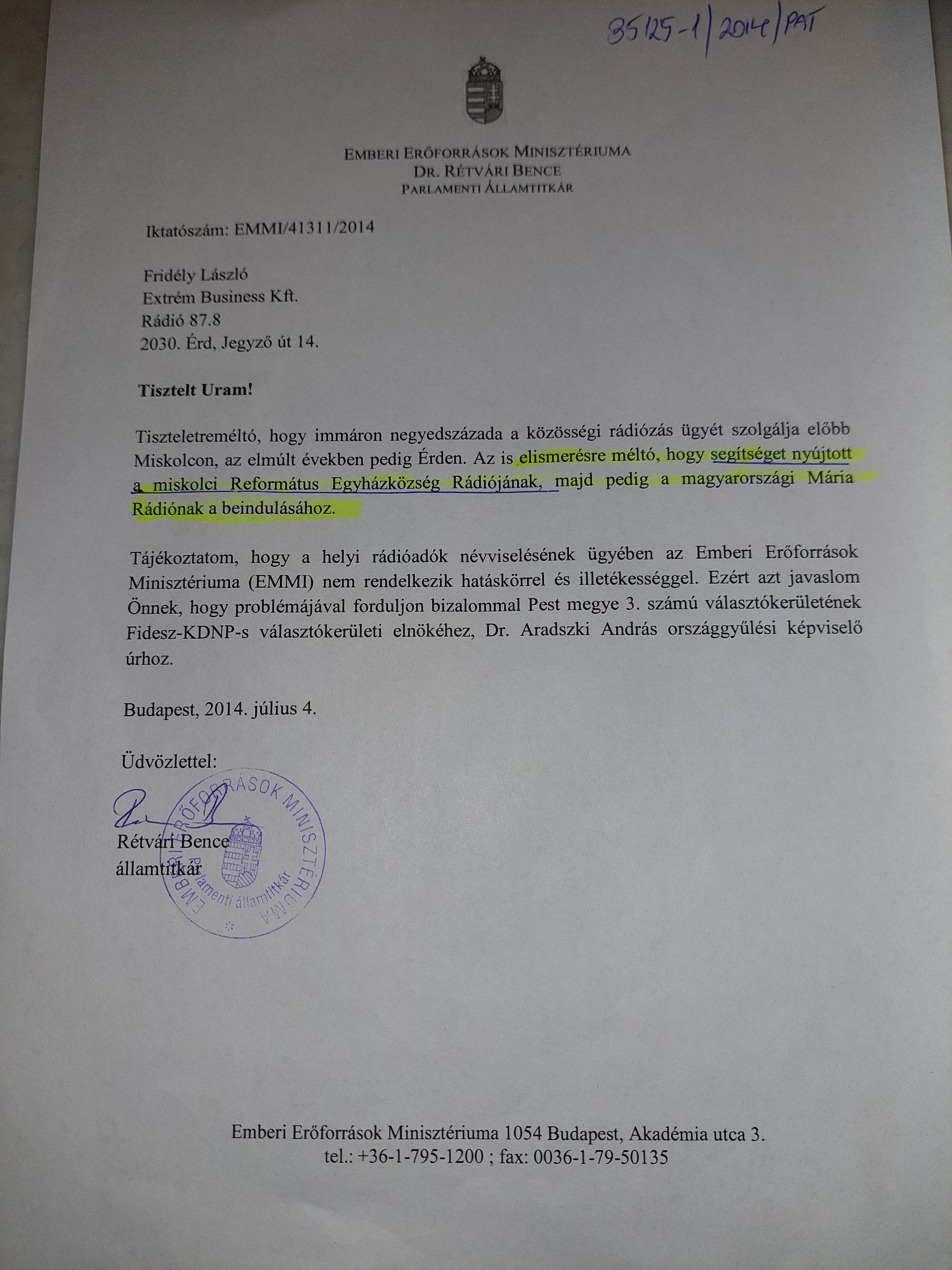
Rétvári Bence államtitkár megköszönte az Európa Rádió Miskolc és a Mária Rádió Budapest elindításához adott segítséget

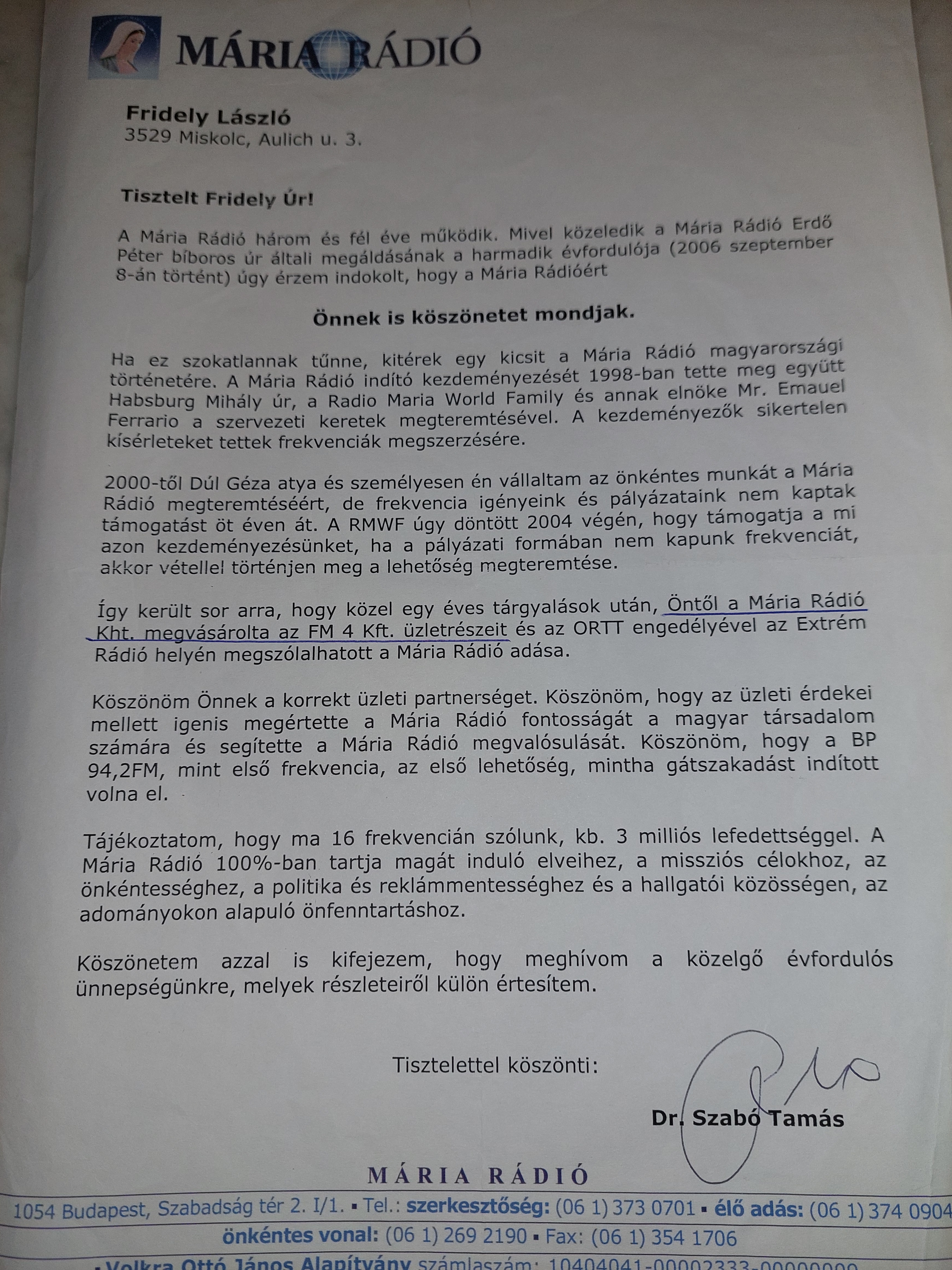
Dr. Szabó Tamás elnök levele a Mária Rádió elindításáról

Középiskolai tanulmányait Miskolcon, a Földes Ferenc Gimnáziumban végezte, majd a Kereskedelmi és Vendéglátóipari Főiskolán szerzett üzemgazdászi, később a Budapesti Corvinus Egyetemen szakközgazdászi diplomát.
1988-tól mintegy 30 éven át a hazai rádiózás területén dolgozott. Tagja volt a  Magyar Rádió Miskolci Körzeti Szerkesztőségének, dolgozott a miskolci Nonstop és Sky Music rádiókban, majd Christian Szelbával (Cooky) közösen létrehozták a Rádió Extrém eredetmegjelölésű budapesti műsorszolgáltatót.
Megalapította Érd város első közösségi rádióját.
A miskolci Református Egyházközség rádiójának (Európa Rádió) elindításában való közreműködése nyomán elismerést kapott.
A magyarországi Mária Rádió elindításához a tulajdonában lévő budapesti műsorszolgáltatási jogosultságot 2006-ban átadta a Mária Rádió részére.

## Családja
Nős, felesége Vas Borosi Katalin. Két gyermekük van: Dóra (1999) és Erik (2000).

## Rádiójátékok
- Apponyitól Wilsonig, 2015 (Thália Színház)[4][5][6]
- Két testvér, két fogoly, 2017[7]